# Leers-Nord
Leers-Nord (Nederlands: Leers-Noord) is een dorp in de Belgische provincie Henegouwen, en een deelgemeente van de Waalse gemeente Estaimpuis. Leers-Nord ligt tegen de Franse grens. Aan de andere kant van de grens ligt de Franse gemeente Leers. 

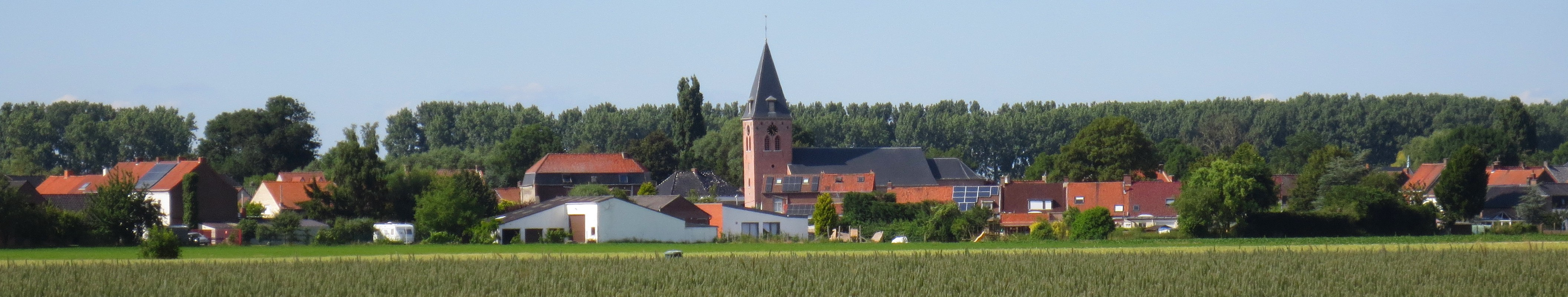
Leers-Nord

## Geschiedenis
Het Franse Leers en Belgische Leers-Nord vormden lang een geheel in de Kasselrij Rijsel. Bij de Vrede van Aken tussen Frankrijk en Spanje in 1668 werden aan Frankrijk een aantal gebieden in het huidige Noorderdepartement toegekend, wat bij de Vrede van Nijmegen werd bevestigd. Door het oude feodale systeem kende de grens op verschillende plaatsen echter nog een grillig verloop, soms met enclaves. Een commissie moest de grenzen vastleggen, maar het duurde tot 22 augustus 1769 eer er een grensverdrag kwam tussen de Franse koning Lodewijk XV en Maria Theresia van Oostenrijk (de Spaanse Nederlanden waren ondertussen de Oostenrijkse Nederlanden). Leers werd volledig bij het Franse koninkrijk gevoegd. Kerkelijk bleef Leers daarentegen onder het Bisdom Doornik. De weg van Doornik naar Menen liep door Leers en dus over de grens, wat omwille van tol op verzet stuitte. In 1779-1780 kwam er onder Lodewijk XVI een nieuw verdrag. Leers werd nu in twee verdeeld. Leers-Nord kwam bij het Doornikse in de Oostenrijkse Nederlanden, Leers-Sud bleef in de Franse Kasselrij Rijsel.
Op het eind van de 18de eeuw kwamen de Oostenrijkse Nederlanden onder Franse bezetting en werd Leers-Nord een gemeente in het departement Jemappes. Na 1814 behoorde het onder Nederlands bewind tot de provincie Henegouwen. In 1820 werd de grens met Frankrijk definitief vastgelegd in het Verdrag van Kortrijk. Na de Belgische onafhankelijkheid bleef Leers-Nord een Henegouwse gemeente. Leers-Nord lag net als Estaimpuis en de andere omliggende dorpen ooit in het Nederlandse taalgebied, maar raakte in de loop der jaren verfranst.
Leers-Nord bleef zelfstandig tot het bij de gemeentelijke herindeling van 1977 toegevoegd werd aan de fusiegemeente Estaimpuis. De dorpskern van Leers-Nord is tegenwoordig door nieuwe woonwijken en lintbebouwing met die van het Franse Leers vergroeid.

## Demografische ontwikkeling
- Bronnen:NIS, Opm:1831 tot en met 1970=volkstellingen

## Bezienswaardigheden
- De Sint-Vaastkerk (Église Saint-Vaast). Deze kerk werd gebouwd in 1828. De bakstenen kerk heeft een halfronde apsis, rondbogige vensters en een voorgebouwde toren, gedekt met een tentdak.

## Natuur en landschap
Leers-Nord ligt ten zuiden van het Spierekanaal en aan de spoorlijn van Kortrijk naar Doornik. In het westen ligt de Belgisch-Franse grens. Leers-Nord is vastgebouwd aan de Franse plaats Leers. De hoogte bedraagt ongeveer 20 meter.

## Politiek
Leers-Nord had een eigen gemeentebestuur en burgemeester tot de fusie van 1977. De laatste burgemeester was Adrien Courier.

## Nabijgelegen kernen
Leers, Néchin, Estaimbourg, Saint-Léger, Estaimpuis